# Перехрестове Перше
Перехре́стове Перше — село в Україні, в Затишанській селищній територіальній громаді Роздільнянського району Одеської області. Населення за переписом 2001 року становило 487 осіб.

## Населення
Згідно з переписом 1989 року населення села становило 521 особа, з яких 225 чоловіків та 296 жінок.
За переписом населення 2001 року в селі мешкало 487 осіб.

### Мова
Розподіл населення за рідною мовою за даними перепису 2001 року:
| Мова       | Відсоток |
| ---------- | -------- |
| українська | 87,76 %  |
| молдовська | 5,92 %   |
| російська  | 4,49 %   |
| німецька   | 1,22 %   |
| польська   | 0,41 %   |
| білоруська | 0,2 %    |